# Asker SK
Asker SK är en sportklubb i Asker, Norge. Den startades 1889 som en skidklubb och bedrev då längdskidåkning och backhoppning. Medlemsantalet är stort (~5000 medlemmar) och laget deltar i flera sporter, vinter, sommar, ute till sjöss samt uppe på land. Bland annat finns alpin skidåkning, friidrott, längdskidåkning, backhoppning, orientering, volleyboll, fotboll, handboll, kajakpaddling och skidskytte.
Fotbollssektionen hör till de största i Norge, och damseniorerna har i flera år tillhört eliten.

### Fotnoter
1. ↑  ”Asker Skiklubb” (på norska). Store norske leksikon. https://snl.no/Asker_Skiklubb. Läst 29 september 2017.